# Gunnar Rydberg
Gunnar Rydberg (* 9. August 1900; † 30. November 1985) war ein schwedischer Fußballspieler.

## Laufbahn
Rydberg bestritt zwischen 1921 und 1936 245 Spiele für IFK Göteborg in der Allsvenskan. Dabei schoss der Stürmer 147 Tore. In der Saison 1934/35 wurde er mit den Blau-Weißen schwedischer Meister. Zuvor hatte es mit dem Verein aus dem Stadion Gamla Ullevi dreimal in den Jahren 1925, 1927 und 1930 zur Vizemeisterschaft gereicht. 
Der zumeist als Halbstürmer auflaufende Offensivspieler stand zudem elf Mal für die schwedische Nationalmannschaft auf dem Platz und erzielte dabei vier Tore. Er debütierte im „Drei-Kronen-Team“ am 31. August 1924 im Länderspiel in Berlin gegen Deutschland. Zum 4:1-Erfolg der Gäste aus dem Norden steuerte der Debütant einen Treffer gegen das von Otto Harder, Hans Lang und Walter Risse angeführte DFB-Team bei. Seine Länderspielkarriere dauerte bis zum Jahr 1933 an.